# Just Lose It
"Just Lose It" er første single fra den amerikanske rapper Eminems femte studiealbum Encore. Singlen blev udgivet den 25. september 2004. Den skabte en del kontroverser, da sangens lyrik og musikvideo parodiere Michael Jackson, der på udgivelsestidspunktet stod anklaget for misbrug af børn. Sangen laver også sjov med Beavis/Cornholio, MC Hammer, Madonna og andre. Sangen tager også gas på Pee-wee Herman. Den går så langt som til at imiterer hans signatur-råb i omkvædet og til at Eminem klæder sig ud som ham i musikvideoen. Sangen blev nummer et i Danmark, Australien, Storbritannien og New Zealand, mens det kun blev til en 6.plads i hjemlandet, USA.

## Hitlister og certifikationer

### Hitlister
| Hitliste (2004)                                  | Højeste placering |
| ------------------------------------------------ | ----------------- |
| Australien (ARIA)                                | 1                 |
| Østrig (Ö3 Austria Top 40)                       | 4                 |
| Belgien (Ultratop 50 Flanderen)                  | 6                 |
| Belgien (Ultratop 50 Vallonien)                  | 8                 |
| Canada (Hot 100)                                 | 5                 |
| Danmark (Track Top-40)                           | 1                 |
| Europa (European Hot 100 Singles)                | 21                |
| Finland (Suomen virallinen lista)                | 2                 |
| Frankrig (SNEP)                                  | 7                 |
| Tyskland (Official German Charts)                | 2                 |
| Ungarn (Mahasz)                                  | 3                 |
| Irland (Irish Singles Chart)                     | 2                 |
| Italien (FIMI)                                   | 5                 |
| Holland (Dutch Top 40)                           | 5                 |
| New Zealand (RIANZ)                              | 1                 |
| Norge (VG-lista)                                 | 3                 |
| Portugal (IFPI)                                  | 1                 |
| Rumænien                                         | 2                 |
| Sverige (Sverigetopplistan)                      | 12                |
| Schweiz (Schweizer Hitparade)                    | 1                 |
| Storbritannien Singles (Official Charts Company) | 1                 |
| USA Billboard Hot 100                            | 6                 |
| U.S. Billboard Rhythmic Top 40                   | 3                 |
| USA Hot R&B/Hip-Hop Songs (Billboard)            | 35                |
| USA Mainstream Top 40 (Billboard)                | 5                 |
| USA Hot Rap Songs (Billboard)                    | 7                 |

### Årslister
| Årliste (2004)      | Placering |
| ------------------- | --------- |
| Australien          | 36        |
| Belgien (Flandern)  | 93        |
| Belgien (Vallonien) | 93        |
| Frankrig            | 78        |
| Irland              | 15        |
| New Zealand         | 32        |
| Schweiz             | 43        |
| Storbritannien      | 23        |

### Certifikationer
| Land        | Certifikation | Dato               | Salg certifikeret |
| ----------- | ------------- | ------------------ | ----------------- |
| Australien  | Platin        | 2004               | 70.000            |
| Danmark     | Platin        | 2004               | 30.000            |
| New Zealand | Platin        | 20. december, 2004 | 15.000            |
| Norge       | Guld          | 2004               | 10.000            |
| USA         | Guld          | 1. juni, 2005      | 500.000           |